# Fatboy Slim
Fatboy Slim, nome artístico de Norman Quentin Cook (nascido Quentin Leo Cook em 16 de julho de 1963, Kent, Grã-Bretanha), é um DJ e músico do Reino Unido. Apesar de originalmente baixista na banda de rock The Housemartins, somente atingiu o auge de sua carreira após se personificar como Fatboy Slim. A mistura de house, acid, funk, hip-hop, electro, rock e techno o [consolidou de vez como um astro dentro do cenário da música eletrônica.

## História
Nos anos 1980, Norman Cook atuava como baixista na banda The Housemartins, mas devido a desentendimentos entre os membros da banda sobre o rumo musical a ser seguido, em 1988, a banda terminou. Depois dessa experiência, ele resolveu dar asas a sua criatividade musical e se aventurar por outros estilos musicais. Depois de abandonar a banda, juntou-se a JC Reid, e Tim Jeffery, formando o Pizzaman. Nesta época foram gravados três singles, Trippin on Sunshine, Sex on the Streets, e Happiness.
Depois de sair do Pizzaman, seguiu carreira definitiva com seu nome artístico Fatboy Slim, trabalhando também em remixagens de canções já conhecidas, como "Body Movin" dos Beastie Boys.
Em 1996, lancou seu álbum de estreia, Better Living Through Chemistry, revelando a canção "Going Out of My Head". Anos mais tarde, o álbum foi citado no livro 1001 Discos Para Ouvir Antes de Morrer.
O segundo álbum, You've Come a Long Way, Baby, lançado em 1998, marcou sua carreira como DJ, rendendo-lhe um disco de platina pelo sucesso de singles como "The Rockafeller Skank", "Gangster Tripping", "Praise You" e "Right Here, Right Now".
Lançado em 2000, o terceiro álbum de estúdio, Halfway Between the Gutter and the Stars, não superou o alcance do álbum anterior. No entanto, recebeu boas aclamações da crítica, destacando-se por notáveis canções como "Weapon of Choice". Mais tarde, essa música ganhou um videoclipe estrelado por Christopher Walken, que foi vencedor na categoria Vídeo do Ano na MTV Video Music Awards de 2001.
No dia 7 de julho de 2001, Live on Brighton Beach, foi gravado em um concerto em Brighton Beach, sendo lançado no início do ano seguinte. Mais tarde, em 13 de julho de 2002, no Big Beach Boutique II, novamente em Brighton, uma multidão eclodiu durante o evento que era aberto ao público, resultando na morte de duas pessoas. O evento reuniu uma multidão de 250 mil pessoas contra as 60 mil previstas pelos organizadores, sendo encerrado antecipadamente pela polícia.
Mais tarde, em 2004, lançou se quarto trabalho de estúdio, Palookaville, sendo recebido pela crítica com avaliações mistas. O DJ seguiu com uma turnê pelo Japão e uma significativa passagem pelo Brasil em 2005. Já em 2006, Fatboy Slim lançou Why Try Harder, uma compilação com os melhores sucessos de sua carreira, no entanto, os singles "Ya Mama", e "Star 69", não acabaram sendo incluídos.

## Apresentações em países lusófonos

### No Brasil
Norman fez sua estreia no Brasil em 2001, no Free Jazz Festival, no Rio de Janeiro. Em 2005, retornou ao país e realizou um show na Praia do Flamengo, atraindo aproximadamente 360 mil pessoas. No começo de 2006, realizou uma turnê, passando por várias capitais brasileiras. Em 2007, o DJ realizou uma turnê por várias cidades, incluindo Recife, Salvador, Rio de Janeiro, Porto Seguro, São Paulo, Guarapari, Brasília, Balneário Camboriú, além do festival Planeta Atlântida. Nessa ocasião ele gravou um DVD ao vivo, Incredible Adventures In Brazil, e ainda fez uma apresentação ao vivo e exclusiva dentro do jogo Second Life. Na mesma época, Norman também fez uma apresentação surpresa durante uma festa no Big Brother Brasil 7. Em 2008, retornou ao Brasil e realizou novos shows nas cidades de Fortaleza, Manaus, Belém, São Paulo, Uberlândia, Rio de Janeiro, Florianópolis, Maresias, Salvador e Recife.
No ano de 2012, Norman teve duas passagens pelo Brasil, apresentando-se no mês de janeiro em Florianópolis, São Paulo, Rio de Janeiro, Campo Grande, Belo Horizonte e Brasília. Sua segunda passagem ocorreu em uma miniturnê durante as vésperas do fim de ano, com apresentações em Recife, João Pessoa, e Maceió, sendo a passagem de ano em Arraial d'Ajuda. A miniturnê seguiu até o dia 5 de janeiro de 2013, trazendo pela primeira vez à América Latina o projeto Big Beach Boutique. As apresentações continuaram em Balneário Camboriú, atraindo para as areias da praia cerca de 60 mil pessoas no dia 3 de janeiro, seguindo para Guaratuba no dia seguinte, e encerrando na cidade de Goiânia. Ainda em 2013, o DJ divulgou em seu site novas apresentações para o mês de novembro no Brasil, participando do festival Big Beach Boutique Brasil no Guarujá, além de participações em Xangri-Lá, Divinópolis, e Uberaba.
Durante a Copa do Mundo de 2014, realizou uma turnê pelo país, ocasião em que gravou a compilação Fatboy Slim Presents Bem Brasil.
Após um hiato de 5 anos desde sua última passagem pelo Brasil, em 2019, Norman Cook anunciou seu retorno ao país em janeiro de 2024, com apresentações nas cidades de São Paulo, Rio de Janeiro e Brasília.

### Em Portugal
Norman fez a sua estreia em Portugal em 2004, no Super Bock Super Rock, em Lisboa. No ano seguinte, esteve presente no Festival do Sudoeste, em Zambujeira do Mar. Em 2009, regressou para atuar no Autódromo Internacional do Algarve. Retornou em 2011, na Semana Académica de Lisboa, com concertos no Estádio do Restelo. Em 2013, esteve novamente no Festival do Sudoeste, e, em 2017, ao Super Bock Super Rock, ambos em Lisboa. No ano de 2018, apresentou-se no Primavera Sound, realizado na Avenida dos Aliados, no Porto.
Em 2019, Norman assumiu o papel de curador da exposição de arte "Smile High Club", organizada na Galeria Underdogs, em Lisboa. A exposição, fruto de uma colaboração com o artista português Vhils, reuniu obras de 12 artistas e destacou a ligação entre a sua carreira musical e o seu interesse pela arte. Em outubro de 2021, também se apresentou na reabertura do Indústria Club, no Porto, que havia sido fechado devido à pandemia.

## Vida pessoal
Norman tem dois filhos do seu casamento com a apresentadora britânica Zoe Ball. O casal se conheceu em 1999, mas se divorciou em 2016. O DJ também é apoiador do Brighton & Hove Albion Football Club desde a década de 1980, tendo inclusive patrocinado o clube.
Em 4 de março de 2009, Norman internou-se em uma clínica de reabilitação para tratar seu vício em álcool, deixando o local semanas depois. Em 2022, afirmou estar livre do vício há mais de 10 anos e revelou ter enfrentado dependência de drogas para suas apresentações no palco.

## Discografia

### Álbuns de estúdio

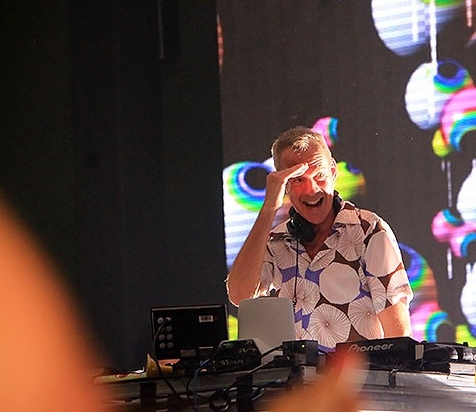
Fatboy Slim se apresenta em Brasília (2014)

- Better Living Through Chemistry (1996)
- You've Come a Long Way, Baby (1998)
- Halfway Between the Gutter and the Stars (2000)
- Palookaville (2004)

### Álbuns ao vivo
- Beat Up the NME (1997)
- On the Floor at the Boutique (1998)
- Live on Brighton Beach (2002)
- Big Beach Boutique II (2002)
- My Game (2002)
- Bondi Beach: New Years Eve 06 (2005)
- Incredibles Adventures in Brazil (2007)

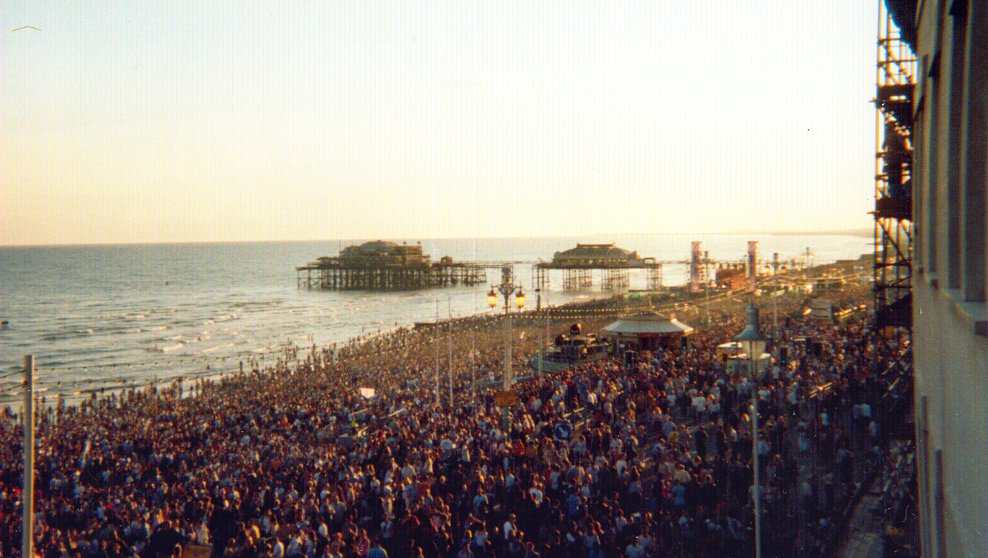
Público de Fatboy Slim no Big Beach Boutique II em Brighton (2002)

### Compilações
- Skip to My Loops (1993, coleção de samples)
- Pizzamania (1995)
- Southern Fried House (1995, compilação)
- A Break from the Norm (2001, compilação de samples)
- The Greatest Hits - Why Try Harder (2006)
- Fala aí! (2006)

### Compactos
Retirados de Better Living Through Chemistry
- "Everybody Needs A 303" (1996)
- "Punk to Funk" (1996)
- "Going Out Of My Head" (1997)
- "Everybody Needs a 303 (Remix)" (1997)

Retirados de You've Come a Long Way, Baby
- "The Rockafeller Skank" (1998)
- "Gangster Trippin'" (1998)
- "Praise You" (1999)
- "Right Here Right Now" (1999)

Isolados
- "Badder Badder Schwing" (1999, com Freddy Fresh)

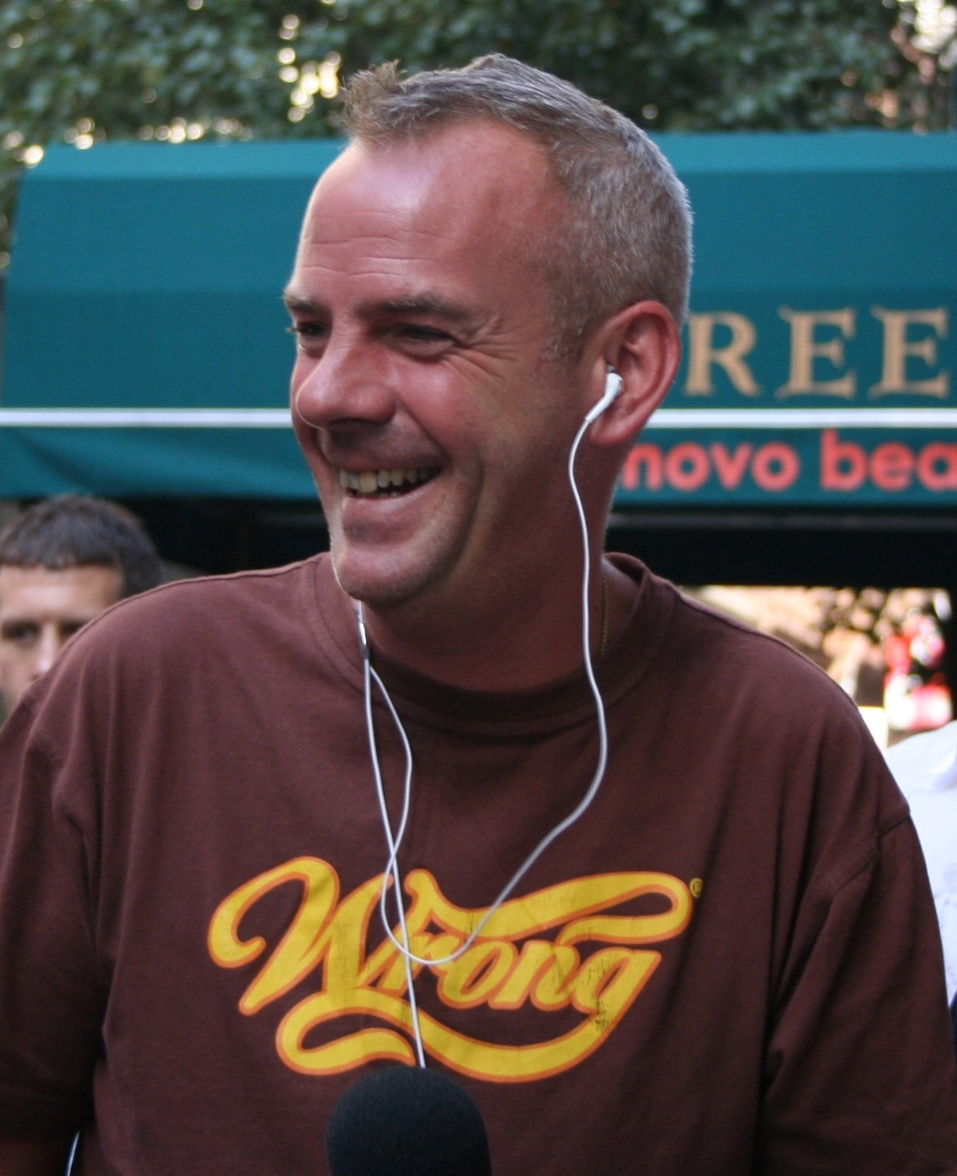
Fatboy Slim durante entrevista (2006)

Retirados de Halfway Between the Gutter and the Stars
- "Sunset (Bird of Prey)" (2000)
- "Demons" (com Macy Gray) (2001)
- "Star 69" / "Weapon of Choice" (2001)
- "A Song for Shelter" / "Ya Mama" (2001)
- "Drop The Hate" (2001)
- "Retox" (2002)

Retirados de Palookaville
- "Slash Dot Dash" (2004)
- "Wonderful Night" (2004)
- "The Joker" (2005)
- "Don't Let The Man Get You Down" (2005)

Retirados de The Greatest Hits - Why Try Harder
- "That Old Pair Of Jeans" (2006)
- "Champion Sound" (2006)

## Videografia

### DVDs
- Big Beach Boutique II - The Movie (2002, Ao Vivo)
- The Greatest Hits: Why Make Videos (2006, Compilação de Vídeoclipes)
- Incredible Adventures In Brazil (2007, Ao Vivo)